# Podatkovni integritet
Podatkovni integritet je pojam iz računalstva i telekomunikacija. U najširem smislu se odnosi na pouzdanost sustavskih resursa tijekom njihova životnog ciklusa.
Nužnim je preduvjetom u poslovnim procesima. Osobito dolazi do izražaja kad komunikacijsko infrastrukturno okružje postane nestabilno i nepouzdano.